# اوتاویا پیکولو
اوتاویا پیکولو (ایتالیایی: Ottavia Piccolo؛ زادهٔ ۹ اکتبر ۱۹۴۹) بازیگر و صداپیشه اهل ایتالیا است.

## فیلم‌شناسی
از فیلم‌ها یا برنامه‌های تلویزیونی که وی در آن نقش داشته است، می‌توان به زندگی لئوناردو داوینچی، یک عصر اکتبر، مینو، بزرگ که شدم، زن، پلنگ، خانواده و بیوه کودرک اشاره کرد.